# Међународни дан старијих особа
Међународни дан старијих особа (енгл. International Day of Older Persons) прогласила је Генерална скупштина Уједињених нација 14. децембра 1990. године резолуцијом 45/106, да би се нагласила важност осигуравања животне средине која се може прилагодити потребама и способностима становника треће доби. Он се обележава 1. октобра сваке године. Проглашењем међународног дана старијих особа подстичу се државе да старијим члановима осигурају задовољење њихових потреба и омогуће им учествовање у друштву у складу с њиховим способностима.

Генерална скупштина Уједињених нација је 1991. године након усвајања иницијативе, у складу са Резолуцијом 46/91, усвојила принципе Уједињених нација који се односе на старије особе. На Светској скупштини о старењу 2002. године усвојен је Мадридски међународни акциони план за старење како би се одговорило на могућности и изазове старења становништва у 21. веку и промовисао развој друштва за све генерације.